# Maxime Minot
Pour les articles homonymes, voir Minot.
Maxime Minot, né le 20 juillet 1987 à Clermont (Oise), est un homme politique français.
Membre des Républicains, il est élu député dans la 7e circonscription de l'Oise lors des élections législatives de 2017, réélu en 2022. Il est aussi conseiller départemental de l'Oise depuis 2021, élu dans le canton de Clermont avec Ophélie Van-Elsuwe.
Il est également maire d'Étouy de 2014 à 2017 et vice-président de la communauté de communes du Clermontois de 2016 à 2017.

## Biographie
En 2008, âgé de 20 ans, Maxime Minot est élu au conseil municipal d'Étouy. Il est élu maire sans étiquette de la commune à la suite des élections municipales de 2014.
Il vote pour Emmanuel Macron lors du premier tour de l'élection présidentielle de 2017, et regrette que François Fillon n'ait pas retiré sa candidature. Il plaide pour le retour au premier plan de Nicolas Sarkozy.
Lors des élections législatives de 2017, Édouard Courtial choisit de ne pas se représenter pour rester président du conseil départemental de l'Oise. Maxime Minot est désigné par Les Républicains pour lui succéder dans la septième circonscription de l'Oise,. Dans une circonscription où François Fillon n'a réuni que 13,41 % des voix à l'élection présidentielle, Maxime Minot a pour suppléant le député sortant. Il est élu député au second tour, le 18 juin 2017, avec 60,52 % des voix, face au candidat de La République en marche,.
En 2019, il soutient la PMA pour toutes, contrairement à son groupe parlementaire, qui est majoritairement opposé au texte. Cette position lui vaut d’être insulté et menacé de mort sur les réseaux sociaux. Il recueille alors le soutien moral de Damien Abad, premier vice-président du groupe LR, et se rallie à lui dès le début de sa campagne pour la succession de Christian Jacob à la présidence du groupe LR, participant à l’élaboration de ses propositions. Il soutient également, à contre-pied de sa famille politique, une « évolution du droit de mourir dans la dignité » et l'abrogation de la loi Leonetti, adoptée en 2005 à l'initiative du député UMP du même nom.
En juillet 2020, pour un portrait du journal Le Monde, intitulé « Maxime Minot, le député Les Républicains pro-PMA pour toutes », il fait son coming out médiatique, déclarant : « Je veux montrer qu’on peut être député, de droite et homo sans être marginalisé ».
Il emploie son compagnon comme assistant parlementaire en 2017 et 2018.
Il soutient Xavier Bertrand pour le congrès des Républicains de 2021 en vue de l’élection présidentielle de 2022.
Le 27 juin 2021, il est élu lors des élections départementales dans le Canton de Clermont. Il est en fonction depuis le 1er juillet 2021.
En juin 2022, il est réélu député de la septième circonscription de l'Oise en battant son adversaire du PCF Loïc Pen avec 56,74 % des voix.
Il intègre la direction de LR en qualité de « secrétaire général délégué » après l'élection d'Éric Ciotti à sa tête en janvier 2023.
En octobre 2023, Maxime Minot, intégré le bureau de l'Assemblée nationale, au poste de Secrétaire.

## Législatives 2024
Après la dissolution de l'Assemblée nationale le 9 juin 2024, il se présente aux législatives anticipées comme député sortant. Arrivé troisième derrière le NFP et loin derrière le RN au premier tour, il refuse cependant de se désister au nom du front républicain pour empêcher l'élection du candidat RN et maintient donc sa candidature pour le second tour. Dans le cadre de cette triangulaire, il est battu, arrivant à nouveau derrière le candidat RN David Magnier, qui est élu, et le candidat PCF-NFP, Loïc Pen.

## Décoration
- Chevalier de l'ordre national du Mérite (nomination le 15 mai 2025)[18].